# 江原道高城郡兵長銃乱射事件
江原道高城郡兵長銃乱射事件（カンウォンドコソンぐんへいちょうじゅうらんしゃじけん）は、2014年6月21日午後8時50分頃、大韓民国の江原道高城郡の見張り場付近にて陸軍第22師団部隊所属 A兵長（22歳）が同僚5名を射殺、7名を負傷させて逃走し、投降説得中に自殺未遂を起こした事件である。
兵長が同僚からいじめに遭っていた経緯があるのにもかかわらず情状酌量などがなくて死刑宣告となったため、判決に対する社会の批判・反発が一斉に強まり、更に漣川後任兵暴行致死事件が発生した直後に本事件が起きたため、兵役や軍隊の在り方が再考されていくことになった。

## 概要
2014年6月21日午後8時15分ごろ、韓国北東部の江原道高城郡にある陸軍第22師団部隊の見張り場付近で、この部隊に所属する兵長が小銃を乱射し、同僚兵士5名が殺害され、7名が負傷した。発砲した兵長はK-2小銃と実弾約60発余り（75発の報道あり）と手榴弾を持って逃走。韓国軍は、非常警戒令の珍島犬1号を発令し、兵士3500人（4000人の報道もあり）に特殊部隊を投入して、兵長の行方を追ったとされる（21日夜の時点で状況によっての射殺許可も出ていたという）翌22日午後、軍事境界線から約10キロ離れた同郡内明浪里の森林付近で兵長を発見したとされる（この近辺では韓国軍が銃撃戦を行い、小隊長1人が腕に銃弾を受けて負傷したと発表されていたが、のちに友軍の誤射であることがわかった）。韓国軍はさらなる犠牲者や兵長の自殺を考慮し、兵長を包囲をすると、説得に方針転換したという。23日からは射殺の意志がないことを示し、特攻連隊長、特攻連隊中隊長、8軍団憲兵隊長による3人での説得を開始。兵長が父親と話したいと求めると、隊員が7〜8mまで近づいて携帯電話を渡し（8時40分頃には通話したとされる）、食糧を求められると戦闘食糧を投げて渡したとされる。このとき兵長は自身の死刑を繰り返し口にしていたという。同日午後2時30分頃、兵長は遺書らしきものをペンで紙に書いていたとされ、午後2時55分頃、小銃で自身の左肩と胸の間を撃って自殺を図り、身柄は確保された。命に別状はないという。兵長は身柄確保された後、7月8日に報道機関に公開された現場検証にて、乱射の再演を行った。2016年2月19日に最高裁判所の全員合議体（主審 パク・サンオク最高裁判事）は兵長の死刑を確定。韓国政府は1997年12月30日以降から2014年度までの期間で18年間死刑を執行していないため、事実上の無期懲役となっている。

## 詳細
- 軍当局の発表によると、6月21日午後8時15分頃、兵長は警戒勤務を終えて一緒に戻った8人の兵士達に「忘れ物があるので取りに戻る」などと話し、背後に移動してから手榴弾を投げつけたとされる。兵長は、逃げる他の兵士達にも銃撃を加え、この際に3名が死亡したとされていた[11]。また現場の鑑識結果や負傷した将兵の証言などから、手榴弾により1名が、銃撃によって4名が死亡したなどと報道されていたが[12]、7月15日、韓国軍は5名全員が兵長の銃撃により死亡していたと発表した[7]。
- 6月21日の犯行時、兵長は、逃げる同僚を執拗に追いかけて銃撃していたとされる[13]。
- 事件当時、哨所勤務交代により8名がGOPの前に集まっていたとき、部隊員からおよそ23mの距離から手榴弾を投げつけたとされる。その後、兵士達にむけて銃を乱射、さらに兵舎に移動して同僚を撃ったとされる。兵長の装備は実弾70発と手榴弾１発だったと伝えられている[14]。
- 一部報道によると、6月23日の午前8時頃、兵長が泣きながら父との会話を要求したため、携帯電話を投げて渡したという[15]。
- 兵長を追っていた韓国軍は、逃走する兵長と6度も出くわしていたが、そのまま通過させていたことを後になって認めたとされる[7]。
- 当初から兵長は「銃が故障していたため、逃走中には銃を撃たなかった」と主張していたとされる[16]。7月15日、韓国軍は、兵長の追跡過程での交戦はなく、負傷した兵士達は全て追跡隊中の誤認射撃が原因であることを認めたという[7]。
- 6月23日、午前11時25分頃、兵長の父親と兄も、7〜8メートルの距離から説得をしたとされ、兵長は小銃を自分に向けたまま、特殊部隊幹部や家族達と会話をしたとされる。父親は「自殺はやめろ、人生はやり直せる」などと説得したが、兵長は投降したら死刑になるなどとこたえて拒絶したという[12]。

## 韓国軍の対応
韓国軍の対応に、さまざまな問題や疑いが指摘されている
- 6月21日、兵長が兵舎で銃撃した際、哨所長の中尉が現場にいたはずであるが、なぜこの中尉が銃撃時に対応しなかったのかも調査された[13]。調査により、現場で指揮をとるべき立場にあった小哨長の中尉Kが、銃撃で負傷した部下たちを放置して現場から逃走していたことが判明した。特殊軍務離脱容疑などで拘束令状が出された[17]。
- 兵長の乱射直後、軍と中央119救助本部間との連絡が適切でなく、負傷兵士達を病院に運搬するためのヘリコプターの到着がおよそ52分も遅れていたことが報道される。原因は飛行の承認を出すべき責任者への通信回線が全て使用中だった事とされ、このために兵士達が出血多量で死亡したとの疑いがもたれている。事件直後の21日午後9時28分頃、軍用ヘリコプターが老朽化していたため、国防部はドクターヘリの出動要請をし、救急本部側は15分で準備を終えたという。しかし当初軍に指定されたヘリポートが軍事境界線にあるために軍用以外は進入できず、軍側は改めて飛行禁止区域の外にあるヘリポートを指示したが、今度は飛行承認の担当者が全員通話中で連絡が取れず、およそ30分を無駄にし、ようやく繋がった時も担当者は不在だったとされ、携帯電話も通話中だったという。最終的にドクターヘリは午後10時35分頃に離陸し、11時37分頃に現場へ到着したという[16][18]。
- 乱射した兵長が、事件のあった場所から10km離れた高城郡明波里付近の山中で発見されていることから、逃走ルートを遮断できていなかったとの批判があがっているという[19]。この指摘に対し、国防部は7月1日、「兵長は3重の包囲網のうち最も内側の包囲網内で捕まった」などと述べた[20]。ただし軍は、兵長が供述した「逃走の途中で捜索チームと3回出くわしたが、使い番を頼まれて行くと話したら制止されなかった」という発言に対して、満足な回答ができていないと指摘される[16]。国防部の報道官キム・ミンソクも、7月1日の定例記者会見の中で、逃亡中の兵長が捜索チームに３度遭遇したが制止されなかったとする報道について質問されると「兵長が逃走中に別の兵士と遭遇する可能性もあるし、遭遇しない可能性もある」などと言葉を濁した[20]。7月15日、韓国軍は、逃走中の兵長と6度出くわしていたがそのまま通していた事を認めたと言う[7]。
- 兵長の追跡には、心理不安などから軍務の適応に問題のある関心兵士も投入された。その一部はK-2小銃などの火器は支給されたが、実弾が支給されてない空砲だったとされる[13]。
- 兵長逃走からおよそ2時間後、軍は最高レベルの非常態勢である珍島犬1号を発令したが、警察に連絡を忘れており、現場を管轄していた高城警察署は、翌日の午前2時25分頃にニュースで初めて事件発生を知ったという[19]。
- 6月22日午後2時23分頃から銃撃戦が幾度か繰り返されたが、軍は住民の避難措置をとっておらず、午後5時20分頃になってから近隣住民540人を付近の小学校などに避難させたとされる[19]。
- 6月23日の朝鮮日報電子版において、明波里の住民の証言が掲載された。住民によると、中尉と兵士3名が集落内の建物屋上で兵長を待ち伏せしていたが、中尉が撃たれて負傷すると、兵士3人は中尉を置き去りにして逃亡、後から一人の兵士が来て、血を流して倒れていた中尉を連れて降りたという[21]。二日後の6月25日の朝鮮日報の報道によると、このとき兵長と遭遇した兵士の1人も関心兵士とされ、実弾を支給されず、空砲だったとされる。また中尉は1人で兵長を追って負傷(弾が腕を貫通)、1人で避難したと伝え、兵士による置き去りはなかったという[13]。7月15日の発表で、韓国軍は兵長の逃走中に交戦はなく、負傷者の全てが誤射であったことを認めた[7]。
  - 軍捜査当局は7月2日、中尉のキムの腕を貫通した弾が、捜索部隊の誤認射撃によるものだと明かしたという。軍は当初、兵長の銃撃を受けて負傷したと発表していた[22]。
- 6月23日午後、乱射した兵長を捜索していた兵士が、別の兵士を兵長と誤認して射撃し、１人が負傷したとされる。既に兵長を包囲して投降を呼びかけている時間帯であり、また兵長とも離れた場所であった事から、作戦行動に問題があったとの指摘がされている。負傷したのは上等兵とされ、こめかみを負傷したという[23][19]。
- 自らを撃って負傷した兵長を病院に搬送するさい、軍当局が兵長の代役を仕立てて、メディアを攪乱したとされる。この結果、韓国の新聞各社や放送局は、誤った情報と姿を伝える結果になったという。23日午後2時55分頃に自殺を図った兵長は、国軍江陵病院までヘリコプターで搬送され、CTスキャン撮影後、江陵峨山病院へと搬送されたが、峨山病院に搬送される過程で代役が使われたという。 韓国軍は救急車4台用意、2台ずつ別の病院に向かわせる一方、兵長は地下物流倉庫から応急室へ向かわせたとされる。メディアの前を担架で運ばれた代役は、頭からつま先まで水色の毛布を被っていたという[24][25]。
  - この搬送での替え玉行為について、当初韓国軍当局は「取材陣対策のため峨山病院側から対策を講じてほしいと要請があった」などと説明していたが、病院広報室側から「我々から先に要請した事実はない」などと反論されると、「救急車側からの要請であった」などと証言を変えたとされる。しかし峨山病院側は「救急車に問い合わせたがそのような事実はなかった」と否定したという[25][26]。
- 事件後、韓国軍は緊急部隊診断を実施し、GOP勤務に適していない兵士約150名を後方に職務調整したとされる[7]。

## 韓国政府の対応
- 6月26日、国防部長官の金寛鎮は、「事件を起こすのは二等兵だが、兵長がこのような事件を起こしたのは、軍隊内に集団いじめが存在することを示している」などと見解を述べたとされる[27]。発言の翌日、殺害された兵士遺族の抗議を受け、謝罪に追い込まれた。金は「事件原因が虐めであるかのような誤解を招いてしまい、遺族の皆さんの心を傷つけたことを申し訳なく思う」などと謝罪したという[28][29]。

## 事件原因

### いじめ
- 遺書と思われるメモには、先輩や後輩の兵士から評価されず、無視され、部隊生活が辛かったなど書かれていたとされる。兵長が所属している部隊の隊員を対象に実施された第1次面接調査でも「兵長は仲間外れにされていた」「団体生活ができていない」「先輩兵士達から虐められていた」「後輩の兵士達も評価してなかった」などの証言がされたという[30]。
- 兵長の自殺未遂の前、遺書と思われるメモには「イタズラで投げた石が蛙に当たって死んでしまう」「虫を踏めばどれだけ痛いか」「誰でも自分と同じ状況なら、辛い思いをするだろう」「自分にも過ちはあるが、彼等にも過ちがある」「彼等は自分達の行動が相手にどれだけの苦痛を与えるか、察することができなかった」などと書かれていたという[27][31][32]。
- 銃を乱射した兵長の供述によると、事件当日、自分をあざける骸骨の絵が描かれているのを見てカッとなり、犯行に及んだという[33]。
- 陸軍によると、兵長は「幹部から後頭部を殴られた」「小隊員は私を無視していた」などとと不満を述べたとされる[14]。
- 関係者によると、兵長は169センチの身長に対して55キロの痩せ形で、脱毛症があることから、『骸骨』『爺さん』『ジジイ』『やせっぽっち』などと周囲から呼ばれ、不満を抱いていたとされる[34][14]。
- 7月15日、韓国国防省は捜査結果を発表した。これによると兵長は事件当日、哨所にある日誌の裏表紙に描かれた、自分をからかう絵が増えているのを見て、高校時代に受けたイジメや恐喝された記憶、憎い相手を殺したいと思っていた感情が思い起こされ「このままでは社会に出ても生きていけない」として、犯行に及んだという。日誌にはアメリカのアニメキャラクターや、ラーメン好きなことを揶揄した絵が16個あったとされる。また兵長は入隊後、幹部や同僚からあだ名を付けられ、からかわれ、後輩の兵士2名からは無視されていたという。兵長は3カ月後に除隊を控えていた[32][35]。

### 韓国軍制度の問題
- 最前方師団に勤める兵士9万5393人のうち4963人（5.2%）が性格検査異常者であるとされる。このような兵士を韓国では関心兵士と呼び、兵役期間中に4回、韓国国防研究院で行われる標準性格検査を実施して、判定しているという。イムが所属していた22師団では555人（全体の6.4％）が性格検査異常者であったとされ、A兵長も該当リストに名前があったという[36]。
- 韓国では徴兵制度が続けられているが、韓国での少子化問題（2013年の出生率1.18人）もあり[37]、慢性的な兵員不足でもあるとされる。2013年末の兵力は63万5000人とされ、この1年で2000人減少したという。その後も減少傾向が続き、2021年時点で約56万人となっている[38]。このような状況から、心理的不安のある兵士であっても任務から外すことが出来ないとされる[36]。

### 前任の小哨長
- 同年の4月、見張り所のリーダーを務めていた人物が、装備品の紛失や施設の損壊について正しく報告せず、虚偽の報告をすることについて謀議していたなどの理由で解任され、別部隊で副中隊長を務めていた中尉が代理として着任していたという。解任された前リーダーは、兵長を副分隊長に任命するなど目をつけていたが、このリーダー交替により、兵長に目が届かなくなったことも事件原因の一つではないかと指摘されている[27]。
- 軍関係者によると、4月末に解任された22師団55連隊GOP小哨長の少尉の解任には、報告書とは別の解任理由として「少尉は部隊員に対しても問題が多く、暴言や苛酷行為だけでなく要注意兵士を適切に管理できていないという報告があった」などと述べていたとされる[11]。

## 犯行後の様子
- 兵長は犯行の原因を尋ねると、激しく怒り、興奮して、血圧が上がるという。看護師が取り調べを中止してほしいと要求することもあるとされる[14]。

## 容疑者の経歴
- 兵長は学生時代から虐めや無視をされていたとされ、高校2年の時には、自習でからかわれるのが嫌で、授業が始まる時間に合わせて登校していたという。結局は高校を中退し、検定考試(大学入試資格試験)を経てソウルの大学に入学、1年生だった2012年に入隊したとされる[30]。

## その他
- 韓国軍では徴兵された若者による乱射事件がたびたび発生しているとされ、05年には京畿道で兵士が銃を乱射して8名が、11年にも江華島海兵隊施設で兵士が銃を乱射して4名が死亡している。いずれも部隊内でのいじめが原因とみられている[39][40][5]。
- 銃乱射事件が発生している最中、MBCのリアルバラエティ番組「僕らの日曜の夜－リアル入隊プロジェクト本物の男」が放映され、議論になっているという。番組では、出演者達が照準器を銃に取り付け、サングラス姿で銃を持って悪戯し、テロップには「スナイパータイム」などと流れていたという[41]。

## 関連事件
- 韓国陸軍訓練所食糞事件 - 2005年に韓国陸軍にて発生したいじめ事件。
- 漣川軍部隊銃乱射事件 - 2005年に韓国陸軍にて発生した銃乱射事件。死者8名。
- 江華島海兵隊銃乱射事件 - 2011年に韓国海兵隊にて発生した銃乱射事件。死者4名。
- 洪川韓国兵士脳腫瘍死亡事件 - 2013年に韓国陸軍にて兵役中の兵士の脳腫瘍の発見が遅れたことによる死亡事件。死者1名。
- 漣川後任兵暴行致死事件 - 2014年に陸軍第28師団にて発生したいじめ暴行殺人事件。死者1名。
- 韓国海軍姜邯賛艦一等兵自殺事件 - 2021年に韓国海軍艦にて兵役中の兵士が集団いじめ・暴行・暴言を苦に自宅にて自殺した事件。死者1名。